# ایندیجیتامنتا
ایندیجیتامنتا (انگلیسی: Indigitamenta) در دین در روم باستان، فهرست خدایان رومی که توسط کالج پاپ نگهداری می‌شد تا اطمینان حاصل شود که نام‌های صحیح الهی برای نمازهای عمومی ذکر شده‌است. این فهرست‌ها یا کتاب‌ها احتمالاً ماهیت خدایان مختلفی را توصیف می‌کنند که ممکن است تحت شرایط خاص، با مشخصاتی در مورد توالی دعوت خوانده شوند (واژه‌نامه دین روم باستان). اولین ایندیجیتامنتا، مانند بسیاری از جنبه‌های دیگر دین روم، به نوما پمپیلیوس، دومین پادشاه روم نسبت داده شد.